# 叉花草
叉花草（学名：Strobilanthes hamiltoniana）为爵床科马蓝属的植物。分布于印度、喜马拉雅山以及中国大陆的云南等地，生长于海拔800米至1,500米的地区，目前尚未由人工引种栽培。

## 别名
藤越金足草（云南种子植物名录）

## 种下等级
- Acanthopale chorisanthus C. B. Clarke
- Strobilanthes divaricatus (Nees) T. Anders.